# India's Daughter
Pour plus de détails, voir Fiche technique et Distribution.
India's Daughter est un film documentaire britannique réalisé par Leslee Udwin, sorti en 2015. Il traite l'affaire du viol collectif et du meurtre de Jyoti Singh, une jeune étudiante indienne en kinésithérapie de 23 ans.

## Contexte
Le film documentaire est basé sur l'affaire du viol collectif de New Delhi, un fait divers qui s'est produit dans le Sud de Delhi, le 16 décembre 2012. La victime, Jyoti Singh et son ami Awindra Pandey décident de monter à bord d'un bus privé, après être allés avoir L'Odyssée de Pi. Elle est battue et violée par un groupe de six hommes à l'arrière du bus; son ami a également été frappé avec une barre en acier. Les deux victimes ont ensuite été jetés nus, hors du bus qui toujours en mouvement aurait ensuite fait marche arrière pour tenter de les écraser. Elle est transportée dans un hôpital de Singapour et décède le 29 décembre 2012, en raison de la gravité des blessures qu'elle a subies à la tête, à l'abdomen et aux intestins suites à l'agression.
Cette affaire de viol a été médiatisée et condamnée par la société indienne et la communauté internationale. Elle déclenche des protestations publiques généralisées qui critique le gouvernement indien de ne pas fournir une protection suffisante aux femmes.
Les six hommes, dont un mineur de 17 ans, ont été arrêtés pour viol en réunion avec violence, homicide involontaire, violences volontaires et dissimulation de preuves. L'un des détenus s'est pendu dans sa cellule, bien que ses proches aient affirmé qu'il avait été assassiné. L'accusé mineur écope de trois ans d'emprisonnement, en vertu de la loi sur la justice pour mineurs tandis que les quatre accusés survivants ont été condamnés à la peine de mort, par pendaison.

## Synopsis
Le film documentaire retrace l'affaire du viol collectif ainsi que sur les témoignages des proches de la victime et de ses parents y sont présentés, ainsi que ceux des agresseurs qui ont été interviewés sur leur lieu d'incarcération.

## Fiche technique
Sauf indication contraire, les informations mentionnées dans cette section peuvent être confirmées par la base de données cinématographiques IMDb,  présente dans la section « Liens externes ».
- Titre :  India's Daughter
- Réalisation : Leslee Udwin
- Scénario : Leslee Udwin
- Son : Sampath Alwar
- Montage : Anuradha Singh
- Musique : Krsna Solo
- Production : Leslee Udwin
- Sociétés de production : Assassin Films, Tathagat Films
- Sociétés de distribution : Berta Film
- Pays d'origine :  Royaume-Uni,  Inde
- Langues : Anglais, hindi
- Format : Couleurs - 1,78:1 - DTS / Dolby Digital / SDDS - 35 mm
- Genre : Biographie, documentaire, drame, historique, policier
- Durée : 63 minutes (1 h 03)
- Dates de sorties en salles :
  -  Royaume-Uni : 4 mars 2015
  -  France : 19 mai 2015 (Festival de Cannes)

## Autour du film

### Interdiction de diffusion du film en Inde
Pour ce film la réalisatrice a procédé aux interviews des agresseurs. Ces interviews visibles dans le film ont fait polémique; un des agresseurs déclarant que la jeune fille était responsable de son sort et qu'elle n’aurait pas dû se trouver dehors en pleine nuit, ni résister à ses agresseurs ou encore qu'une fille était bien plus responsable d'un viol qu'un garçon.
Après avoir pris connaissance de ces déclarations, la police de New Delhi les a jugé dangereuses pour l'ordre public et a sollicité la justice pour une interdiction de diffusion sur le territoire. Les propos sont aussi dénoncés par des associations féministes représentées par Vrinda Grover, qui exige la suspension de diffusion du film en attendant la conclusion du procès. Le film a été effectivement interdit de diffusion par la justice, le 4 mars 2015, pour risque de troubles à l'ordre public.

## Distinctions
| Année | Distinction                               | Catégorie                                                       | Nom | Résultat   |
| ----- | ----------------------------------------- | --------------------------------------------------------------- | --- | ---------- |
| 2015  | Festival du film de San Diego             | Meilleur documentaire                                           | Leslee Udwin                                                                                                | Lauréat    |
| 2015  | Festival international du film de Bahamas | Meilleur film                                                   | Leslee Udwin                                                                                                | Lauréat    |
| 2015  | Women Film Critics Circle                 | Meilleur documentaire fait par une femme ou à propos des femmes | India's Daughter                                                                                            | Nomination |
| 2015  | Women Film Critics Circle                 | Prix Adrienne Shelly                                            | India's Daughter                                                                                            | Nomination |
| 2016  | Motion Picture Sound Editors              | Meilleur montage de son                                         | Resul Pookutty, Amrit Pritam Dutta, Vijay Kumar, Karnail Singh, Sajjan Choudhary, Sampath Alwar, Krsna Solo | Lauréat    |